# Egon van Erckelens
Egon Franz Gustav van Erckelens (* 14. Oktober 1885 in Pfaffendorf; † 10. März 1964 in Bad Homburg vor der Höhe) war ein deutscher Verwaltungsjurist.

## Leben
Egon van Erckelens war der Sohn des Leutnants Eugen Victor Carl van Erckelens. Er studierte Rechtswissenschaft und wurde am 1. August 1908 als Gerichtsreferendar vereidigt. Im Mai 1913 wurde er Regierungsassessor und trat am 26. April 1913 sein Amt als Hilfsarbeiter beim Landratsamt im Kreis Neustadt an. Ende August wurde er Vertreter des Landrats im Kreis Isenhagen, ab Ende September 1915 im Kreis Celle. November 1915 wechselte er als Hilfsarbeiter in das Reichsamt des Inneren und wurde im Dezember 1915 Vertreter des Landrats im Kreis Adenau. Ab Januar 1916 arbeitete er als Hilfsarbeiter in der Zivilverwaltung Belgiens. Im Dezember 1918 wechselte er zur Regierung nach Minden.
Am 21. April 1921 wurde er vertretungsweise mit der Verwaltung des Obertaunuskreises beauftragt. Am 21. Dezember 1921 wurde er zum Regierungsrat und am 10. März 1922 definitiv zum Landrat ernannt. Am 22. August 1933 wurde er aus politischen Gründen beurlaubt. Am 26. September 1933 wurde er in den einstweiligen Ruhestand versetzt. 1934 wurde er reaktiviert und zur Regierung nach Düsseldorf versetzt. Dort war er ab 1935 erneut Regierungsrat und trat 1943 endgültig in den Ruhestand.